# Kreis Stralsund-Land

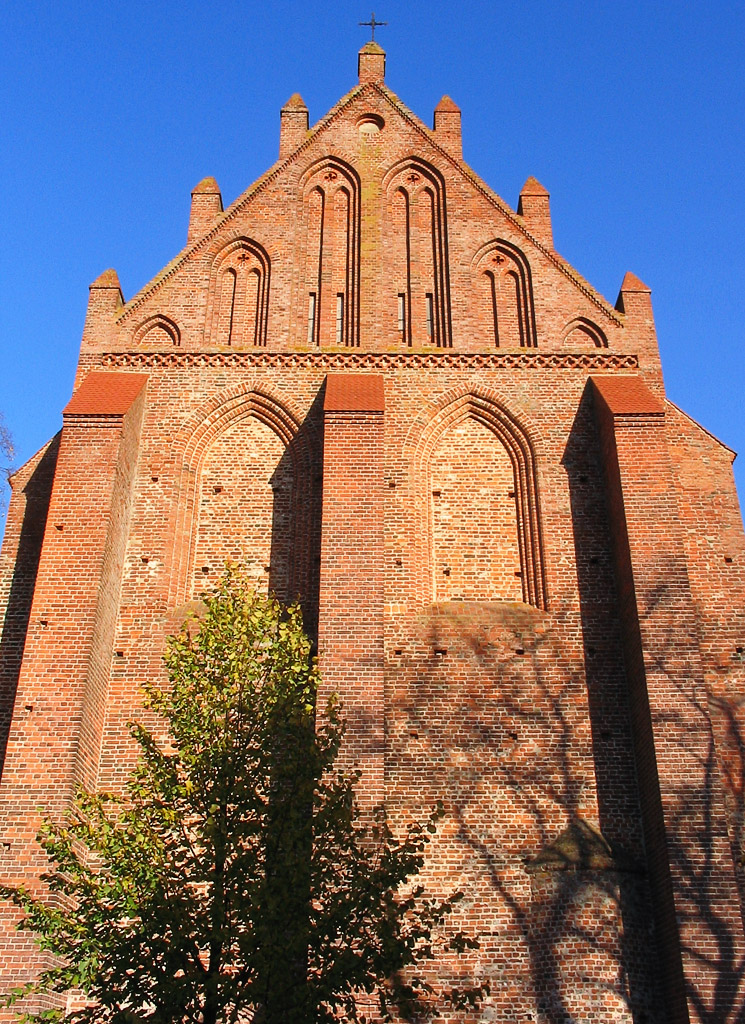
Schlosskirche in Franzburg

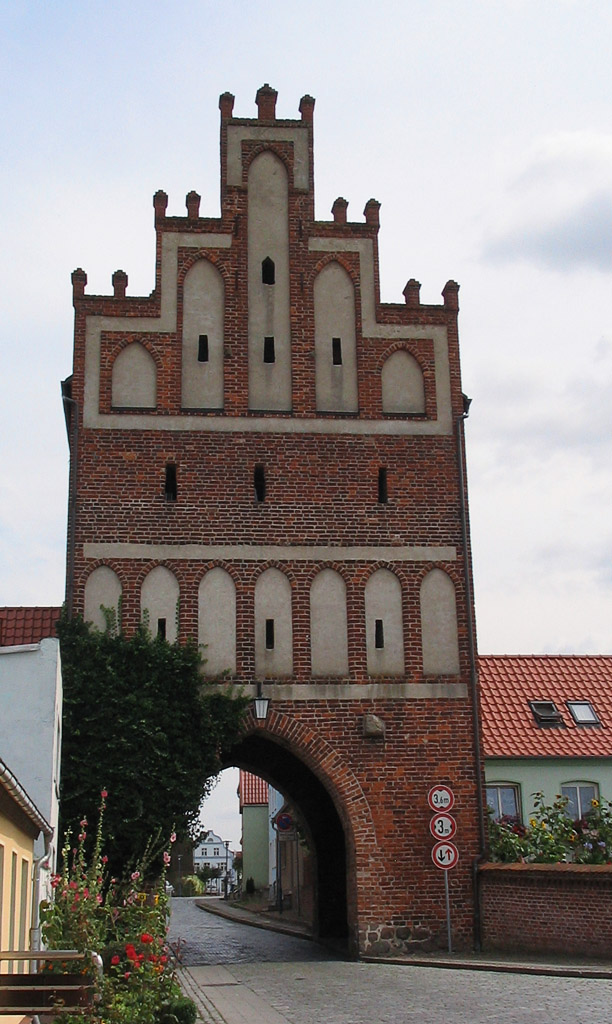
Mühlentor in Tribsees

Der Kreis Stralsund war ein Kreis im Bezirk Rostock in der DDR. Ab dem 17. Mai 1990 bestand er als Landkreis Stralsund fort. Sein Gebiet gehört heute zum Landkreis Vorpommern-Rügen in Mecklenburg-Vorpommern. Der Sitz der Kreisverwaltung befand sich in der selbst nicht zum Kreis bzw. Landkreis gehörenden, von diesem jedoch umgebenen Stadt Stralsund.

## Geografie

### Lage
Der Kreis wurde geprägt vom nordvorpommerschen Flachland, das nur durch niedrige, während der letzten Eiszeit entstandene, Endmoränenzüge unterbrochen wurde. Die Küstenlinie des Kreises reichte von der Boddenküste des Grabow über die Prohner Wiek bis zum nördlichen Eingang des Strelasundes. Des Weiteren gehörten die Inseln Bock, Großer Werder und Kleiner Werder zum Kreisgebiet, die im Bereich der vom Darßer Ort kommenden, sich ostwärts bewegenden, Sandaufspülungen liegen. Das Hinterland der Küste reichte von den Niederungen der Barthe mit dem Borgwallsee bis zum Trebel im Süden des Kreises. Die höchste Erhebung im Kreis bildete ein Hügel bei Oebelitz mit 36 m ü. NN.

### Nachbarkreise
Der Kreis Stralsund grenzte im Westen an den Kreis Ribnitz-Damgarten, im Süden und Südosten an den Kreis Grimmen und im Osten an den Stadtkreis Stralsund.

## Geschichte
Der Landkreis Franzburg-Barth wurde anlässlich der Verlegung seiner Kreisverwaltung in die Stadt Stralsund 1946 in Landkreis Stralsund umbenannt. Bei der ersten Kreisreform in der DDR gab der Landkreis Stralsund am 1. Juli 1950 die Stadt Damgarten und mehrere umliegende Gemeinden an den Landkreis Rostock ab.
Bei der Kreisgebietsreform vom 25. Juli 1952 wurde der Landkreis Stralsund aufgeteilt. Sein westlicher Teil ging im neuen Kreis Ribnitz-Damgarten auf. Aus seinem östlichen Teil und dem Nordwesten des alten Landkreises Grimmen (Tribsees und Umgebung) wurde der Kreis Stralsund-Land gebildet, der dem neuen Bezirk Rostock zugeordnet wurde. Am 1. Januar 1956 wechselte die Gemeinde Papenhagen aus dem Kreis Stralsund-Land in den Kreis Grimmen. Gleichzeitig kamen die Gemeinden Altenhagen und Weitenhagen aus dem Kreis Ribnitz-Damgarten neu zum Kreis hinzu.
Der Kreis kam am 3. Oktober 1990 in das neu gegründete Land Mecklenburg-Vorpommern innerhalb des „Beitrittsgebietes“ zur Bundesrepublik Deutschland. Am 12. Juni 1994 wurde der Kreis, der seit dem 17. Mai 1990 als Landkreis bezeichnet wurde, aufgelöst und bildete seither bis zur Kreisgebietsreform 2011 zusammen mit den ebenfalls aufgelösten Landkreisen Ribnitz-Damgarten und Grimmen den Landkreis Nordvorpommern.

## Wirtschaft und Infrastruktur
Im Kreis Stralsund dominierte die Landwirtschaft. Zu den Anbauprodukten gehörten hauptsächlich Kartoffeln, Roggen und Zuckerrüben. Im Norden des Kreises waren Schweinemast und -zuchtbetriebe ansässig. In Tribsees gab es einen VEB, der Metall verarbeitete sowie einen Pumpenreparaturbetrieb, in Franzburg arbeitete ein Sägewerk und in Richtenberg eine Spirituosenfabrik.
Durch den Norden des Kreises verlief die Fernverkehrsstraße F 105 (Rostock – Stralsund) und die parallel zu ihr verlaufende Bahnlinie. Die F 194 (Stralsund – Grimmen) berührte den Osten des Kreisgebietes. Die Nebenbahn Velgast – Tribsees war von untergeordneter Bedeutung.

## Städte und Gemeinden

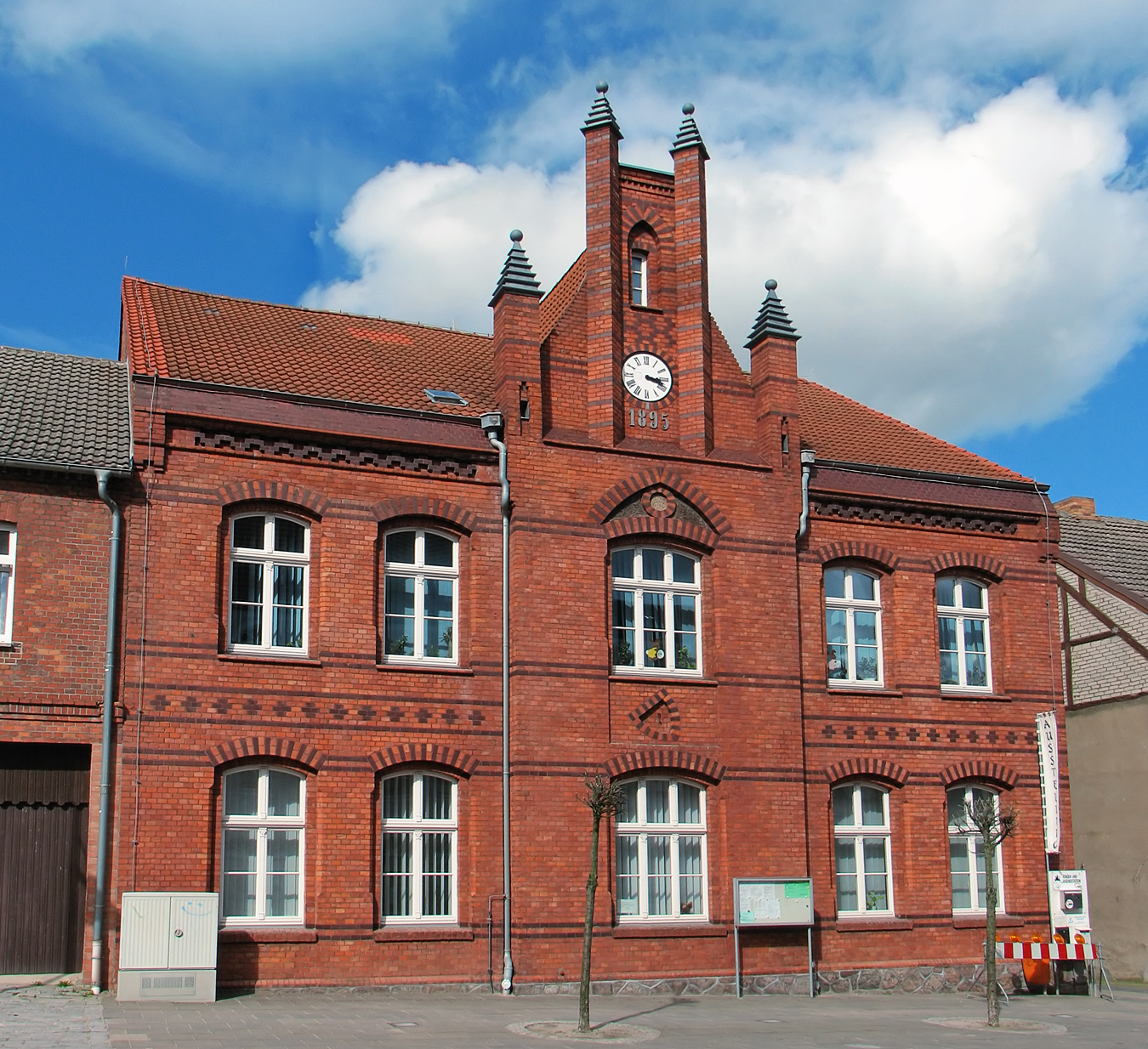
Richtenberger Rathaus

Der Landkreis Stralsund hatte am 3. Oktober 1990 30 Gemeinden, darunter drei Städte:
- Altenhagen
- Altenpleen
- Buchholz
- Drechow
- Franzburg, Stadt
- Gremersdorf
- Groß Kordshagen
- Groß Mohrdorf
- Hugoldsdorf
- Jakobsdorf
- Karnin
- Klausdorf
- Kramerhof
- Kummerow
- Lüssow
- Millienhagen
- Neu Bartelshagen
- Niepars
- Oebelitz
- Pantelitz
- Preetz
- Prohn
- Richtenberg, Stadt
- Schuenhagen
- Siemersdorf
- Steinhagen
- Tribsees, Stadt
- Velgast
- Weitenhagen
- Wendorf

Ehemalige Gemeinden
- Grenzin, am 1. Januar 1961 zu Buchholz
- Grün Kordshagen, am 19. Mai 1974 zu Jakobsdorf
- Günz, am 1. Juli 1961 zu Altenpleen
- Krummenhagen, am 1. Juli 1961 zu Steinhagen
- Lassentin, am 1. Juli 1961 zu Niepars
- Martensdorf, am 1. Juli 1961 zu Niepars
- Nienhagen, am 1. Juli 1961 zu Jakobsdorf
- Negast, am 1. Juli 1961 zu Steinhagen
- Papenhagen, am 1. Januar 1956 zum Kreis Grimmen
- Pütte, am 1. Juli 1961 zu Pantelitz

## Kfz-Kennzeichen
Den Kraftfahrzeugen (mit Ausnahme der Motorräder) und Anhängern wurden von etwa 1974 bis Ende 1990 dreibuchstabige Unterscheidungszeichen, die mit den Buchstabenpaaren AP und AR begannen (A war der Kennbuchstabe für den Bezirk Rostock), zugewiesen. Die letzte für Motorräder genutzte Kennzeichenserie war AZ 00-01 bis AZ 99-99. Bis 1974 wurden Kennzeichen mit zwei Buchstaben, beginnend mit A, allen privaten Kraftfahrzeugen zugewiesen.
Anfang 1991 erhielten der Landkreis und die Hansestadt Stralsund (als kreisfreie Stadt) das Unterscheidungszeichen HST; wobei dem Landkreis nachfolgend ein Buchstabe und der Stadt zwei Buchstaben zugewiesen waren.